# مترف (اسم)
مترف هو اسم علم مذكر من أصل عربي، ومعناه هو المنعم المتنعم الجبار، من يصنع ما يشاء من غير رادع.

## وصلات خارجية
- موسوعة السلطان قابوس لأسماء العرب